# Гринер, Божена
Бо́жена Гри́нер (род. 12 декабря 1936, Мостар) — сербская пианистка.

## Биография
Окончила Сараевскую музыкальную академию (1961) у Матуси Блум и аспирантуру Московской консерватории (1964) у Генриха Нейгауза. 
С 1964 г. живёт и работает в Белграде, преподаёт в Белградской музыкальной школе имени Мокраняца. Записала, в частности, 23-й концерт Вольфганга Амадея Моцарта (с Белградским камерным ансамблем под управлением Антона Нанута).